# Nokia tune
Nokia tune (também denominado por Grande Valse nos modelos de telemóvel antigos da Nokia) é uma frase de uma composição musical do solo de um violão, Gran Vals, pelo violonista e compositor espanhol de música erudita Francisco Tárrega, escrita em 1902.

Nokia tune. Em Gran Vals, o lá final é um mi, um quarto menor

Em 1993 Anssi Vanjoki, vice-presidente executivo Nokia, mostrou Gran Vals a Lauri Kivinen, atual chefe de Assuntos Corporativos, e juntos selecionaram um excerto para se tornar no toque "Nokia tune".
A canção, que a Nokia afirma como marca sonora registrada, foi o primeiro toque identificável num telemóvel. Estima-se que a música é ouvida em todo o mundo aproximadamente 1,8 bilhões de vezes por dia, cerca de 20.000 vezes por segundo.